# Арабське вітрило

Арабське вітрило

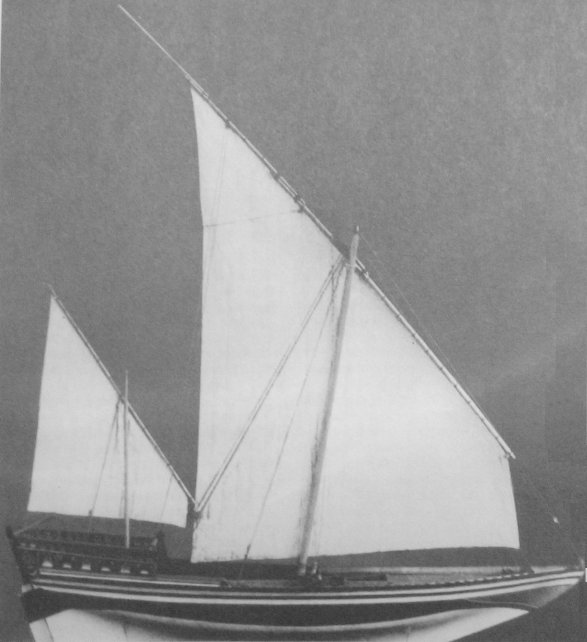
Модель самбука з арабськими вітрилами

Арабське вітрило — вид чотирикутного косого вітрила, прикріпленого верхньою шкаториною до похилої реї. Розвинулося з латинського, коли замість трикутного стали використовувати вітрило у вигляді неправильної трапеції. Найстаріше засвідчення вітрила такої форми належить до кінця V століття нашої ери: зображення на мозаїці з Келендеріса, Кілікія. Використовувалося до XX століття на арабських дау. Порівняно з латинським вимагає меншої довжини реї, і так само, як латинське, має щоглу меншої висоти, ніж прямі вітрила.
У 1880-1960-х роках арабськими вітрилами оснащалися мальтійські гоцо. Форму арабського вітрила також мав грот нідерландських біландерів.